# McClusky
McClusky è un centro abitato (city) degli Stati Uniti d'America, capoluogo della Contea di Sheridan, nello Stato del Dakota del Nord. Nel censimento del 2000 la popolazione era di 415 abitanti. La città è stata fondata nel 1905.

## Geografia fisica
Secondo i rilevamenti dell'United States Census Bureau, la località di McClusky si estende su una superficie di 0,20 km², tutti occupati da terre. Si trova al centro geografico del Dakota del Nord.

## Popolazione
Secondo il censimento del 2000, a McClusky vivevano 415 persone, ed erano presenti 110 gruppi familiari. La densità di popolazione era di 414 ab./km². Nel territorio comunale si trovavano 247 unità edificate. Per quanto riguarda la composizione etnica degli abitanti, il 99,28% era bianco e lo 0,72% era nativo. La popolazione di ogni razza ispanica corrispondeva allo 0,48% degli abitanti.
Per quanto riguarda la suddivisione della popolazione in fasce d'età, il 16,9% era al di sotto dei 18, il 4,1% fra i 18 e i 24, il 17,8% fra i 25 e i 44, il 24,6% fra i 45 e i 64, mentre infine il 36,6% era al di sopra dei 65 anni di età. L'età media della popolazione era di 56 anni. Per ogni 100 donne residenti vivevano 82,8 maschi.